# Golf Club Montreux
Golf Club Montreux is een Zwitserse golfclub buiten Aigle in het kanton Vaud.
De club is opgericht in 1900 en is een van de oudste golfclubs in Zwitserland.
De baan werd ontworpen door Donald Harradine. Hij ligt in het Rhônedal.
In 2004 is de baan gerenoveerd onder leiding van de Amerikaanse golfbaanarchitect Ronald Fream.